# Grape Island (Massachusetts)
Grape Island (auch Grass Island) ist eine Insel im Boston Harbor. Sie liegt in der Hingham Bay 10 mi (16,1 km) vom Bostoner Stadtzentrum entfernt auf dem Gebiet des Bundesstaats Massachusetts der Vereinigten Staaten. Grape Island verfügt über eine dauerhafte Fläche von ca. 54 Acres (21,9 ha), die durch ein Watt je nach Tidenhub temporär um bis zu 46,5 Acres (18,8 ha) vergrößert wird. Die Insel gehört zu Weymouth und ist Teil der Boston Harbor Islands National Recreation Area.

## Geographie

### Geologie
Grape Island besteht aus zwei Drumlins, die an ihrem höchsten Punkt 70 ft (21,3 m) über der Wasserlinie aufragen und über flaches Marschland miteinander verbunden sind. Im Westen erstreckt sich das Watt in Richtung des Webb Memorial State Park, im Osten in Richtung Slate Island.

### Flora und Fauna
Vom ursprünglichen Baumbestand auf Grape Island hat nur eine einzige Weide die landwirtschaftliche Nutzung im frühen 20. Jahrhundert überlebt. Bei den auf natürliche Weise nachgewachsenen Bäumen dominieren Essigbäume, Grau-Birken und Amerikanische Zitterpappeln. Darüber hinaus wachsen dort eine Vielzahl von Beerenarten. Im Bereich des Marschlands gedeihen salztolerante Pflanzen wie Kartoffel-Rosen, Schlickgräser, Gewöhnlicher Blutweiderich, Heckenkirschen und Goldruten. Die Tierwelt der Insel ist noch Gegenstand wissenschaftlicher Untersuchungen.

## Geschichte
Die Kultivierung der Insel geht wahrscheinlich bis in die Zeit vor der Kolonisierung durch die Europäer zurück. Gesichert ist die landwirtschaftliche Nutzung über rund 300 Jahre, die bis in die 1940er Jahre andauerte. Mit dem Ende der Bewirtschaftung kehrte die Natur schrittweise zurück, so dass Grape Island heute wieder Baum- und Buschbestände aufweist. Die Insel wurde nie militärisch genutzt, jedoch fand dort 1775 ein Scharmützel statt, das als „Battle of Grape Island“ bekannt wurde.